# Hey! (Showtek)
Hey! è un singolo nato dalla collaborazione degli Showtek con i Bassjackers, entrambi gruppi di origine olandese.
Il singolo è stato pubblicato su Beatport il 31 dicembre 2012 dalla Spinnin' Records.